# Enrique Flórez
Enrique (o Henrique) Fernando Flórez de Setién Huidobro y Velasco, O. S. A. (Villadiego, Burgos, 21 de julio de 1702-Madrid, 5 de mayo de 1773) fue un religioso agustino español, célebre como historiador, si bien también puede ser considerado traductor, geógrafo, cronologista, epigrafista, numismático, paleógrafo, bibliógrafo y arqueólogo de la Ilustración.

## Biografía
Nacido en una familia de diez hermanos, fue hijo de Pedro José Flórez de Setién Calderón de la Barca (m. 1747) y de Josefa de Huidobro y Velasco Puelles (m. 1743); en su infancia residió en Zahara de los Algodonales (Cádiz) y en El Barco de Ávila, donde su padre ejerció como corregidor en nombre del duque de Alba Francisco Álvarez de Toledo. 
De joven estudió Lógica en el convento de Santo Domingo de Piedrahíta, y a los dieciséis años ingresó en el convento de Salamanca de la Orden de San Agustín, en la que profesó el año siguiente. Estudió Filosofía en el colegio agustiniano de Valladolid y Teología en la Universidad de Salamanca hasta terminar la carrera eclesiástica en 1725.  Tras ganar una oposición a lector en Artes y ordenarse sacerdote en 1725, se graduó como bachiller en el colegio de Santo Tomás de Ávila y como doctor en la Universidad de Alcalá, en la que fue catedrático.
Fue además académico de la Real Orden de Caballeros de Valladolid, miembro de la Academia del Buen Gusto de Zaragoza y Académico de la Real de Inscripciones y Bellas Letras de París. Durante su estancia en Madrid conoció a algunos de los españoles más cultos de su tiempo, como Gregorio Mayáns y Siscar, el padre Martín Sarmiento, Blas Nasarre y los Iriarte, Juan y Tomás. Fue miembro del consejo de la Inquisición con el cargo de revisor y visitador de librería (1743), así como asistente general de la provincia española de su orden (1765). Por entonces escribió los seis volúmenes de una Teología escolástica (1732-1738). Después se inclinó entonces a los estudios eruditos y a la investigación, particularmente a la historia eclesiástica de España, aplicando la metodología de la Ilustración, el criticismo, a las fuentes originales. Abandonó, pues, su cátedra en Alcalá y emprendió su investigación a los cuarenta años, en 1742. Realizó varios viajes por toda España en busca de documentos y referencias y para visitar archivos. Exhumó numerosos documentos importantes, algunos de ellos perdidos hoy. Al año siguiente publicó la Clave historial con que se abre la puerta a la historia eclesiástica y política, libro que se reimprimió doce veces en poco más de medio siglo.

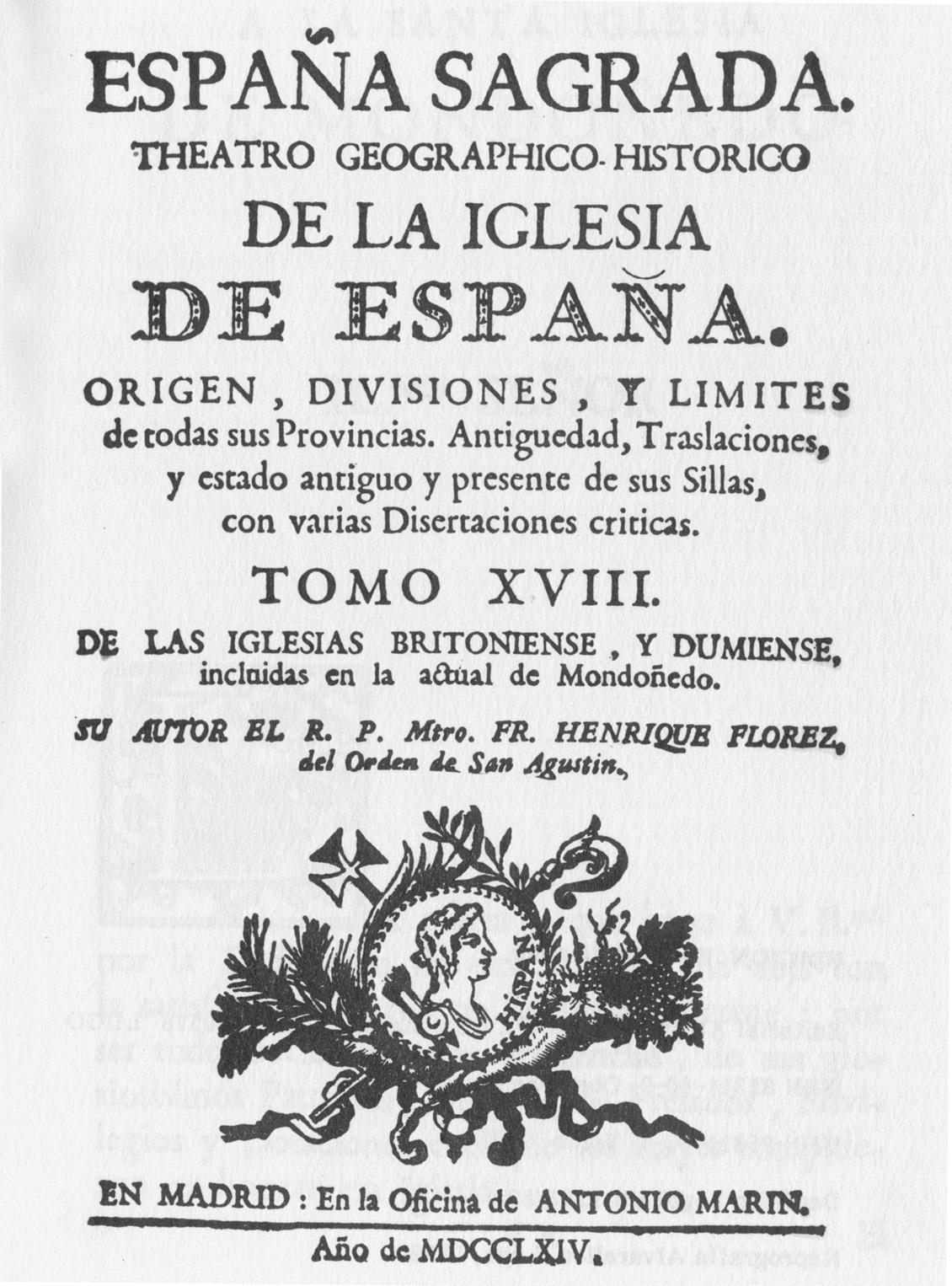
Portada de la ed. original del tomo XVIII de la España sagrada (1764).

En 1747 salió impreso el primer tomo de su obra más famosa, la monumental España sagrada, que llegó a alcanzar cincuenta y seis volúmenes, de los cuales el padre Flórez compuso los 29 primeros, entre los años 1747 y 1750 los cinco primeros; el resto fue saliendo hasta 1775, mientras que los dos últimos aparecieron póstumos. Flórez se inspiró claramente en la Gallia christiana (París, 1715-1785, 13 vols.) de Denis de Sainte-Marthe y en la Italia sacra (Venecia, 1717-1722, 10 vols.) de Ferdinando Ughelli, dos de los más ambiciosos empeños historiográficos de su tiempo. Los agustinos, sus compañeros de la Orden, no quisieron dejar interrumpida la obra y la continuaron, en cuya labor destacaron los padres Manuel Risco, quien se ocupó de la edición de los tomos 30 al 42; y Antolín Merino y José de la Canal, que se ocuparon de los tomos 43 a 46. La Desamortización de Mendizábal en 1836 interrumpió los trabajos, y los tomos 47 y 48 aparecieron gracias a Pedro Sainz de Baranda; impulsada la continuación por la Real Academia de la Historia, Vicente de la Fuente preparó los tomos 49 (1865) y 50 (1866). Carlos Ramón Fort elaboró el 51 editado en 1879 y el volumen 52, elaborado por Eduardo Jusué, apareció en 1917; Ángel Custodio Vega compuso los dos últimos publicados, que aparecieron en 1957.
Para proceder a su ingente tarea, Enrique Flórez dividió a España en diócesis de las cuales estudia su fundación, monedas, monumentos, inscripciones, manuscritos, obispos, iglesias, conventos, abadías y santos. Reproduce gran número de manuscritos antiguos, incluso textos de los antiguos cronicones como los Anales toledanos, la Crónica compostelana y muchos otros. Estas ediciones no se hicieron con el moderno rigor paleográfico que hoy impera, pero hay que acudir a la España sagrada todavía hoy, y eso demuestra la solidez del trabajo realizado por los laboriosos agustinos. Gran parte de esa solidez deriva de la humildad del sabio padre Flórez, al consultar y comunicarse con toda suerte de expertos en materias en las que él mismo lo era, pues mantuvo una ingente correspondencia literaria y científica con todos los que se dedicaban al estudio de las antigüedades, la epigrafía y la numismática, o los que se ocupaban también de la historia antigua y tardoantigua de la península ibérica, estuvieran o no de acuerdo con él: los anticuarios Miguel de Espinosa, conde del Águila; Andrés Burriel; Patricio Gutiérrez Bravo; Luis José Velázquez de Velasco, marqués de Valdeflores; Gregorio Mayáns y Siscar; Francisco Pérez Bayer, el bibliógrafo padre Francisco Méndez, que sería su biógrafo, amigo y compañero de fatigas, o los hermanos Mohedano.
Promovió diversas ediciones bajo su atenta dirección: Viaje de Ambrosio de Morales, por orden del Rey Don Felipe II a los reinos de León y Galicia y Principado de Asturias (1765); la del De Formando Theologiae Studio Libri IV collecti ac restituti per R. P. M. Fr. Laurentium a Villavicentio; la del De Sacris Concionibus y el famoso Sancti Beati, Presbyteri Hispani Libanensis, In Apocalypsim (1770) o Exposición del Apocalipsis por San Beato de Liébana, que fue exhumada por el Padre Flórez. Escribió además como numismático Medallas de las colonias, municipios y pueblos antiguos de España (tres vols., 1757, 1758 y 1773) y como genealogista Memoria de las reinas católicas, historia genealógica de la Casa Real de Castilla y León (1761, dos vols.), entre otras varias. El libro La Cantabria, de 1768 en principio iba a ser un apéndice al tomo XXIV de la España sagrada, pero se publicó de manera independiente porque en él se estudian varios puntos, «dignos de particular consideración, con más examen y extensión que las regulares materias». Esta obra está considerada como referente para el descubrimiento en tiempos modernos de los límites de la antigua Cantabria, siendo el punto de partida para numerosos estudios posteriores del pueblo cántabro en la antigüedad. Entre las muchas aportaciones que nos brinda su obra, merece una mención especial la equivalencia realizada por él mismo entre las ruinas de Retortillo y la ciudad romana de Julióbriga, así como la localización de las míticas Fuentes Tamáricas en Velilla de Guardo (Palencia).
Fallecido de neumonía en 1773 a los 70 años de edad después de varios días enfermo, su cuerpo recibió sepultura en el Convento de San Felipe el Real de Madrid; su tumba resultó destruida durante la demolición del convento en 1838 y sus restos, junto con los de otros religiosos allí enterrados, fueron trasladados al cementerio del sur, y tras la desmantelación de este en 1942, al de la Almudena.

## Obras

### Religión
- Theologia Scholastica Iuxta Principia Scholae Augustiniano-Thomisticae. Compuso 5 vols., y dejó varios borradores con el fin de escribir un sexto (1732–1738).
- Modo práctico de tener oración mental (1754); se acompaña de Los suspiros de San Agustín por un religioso de la misma Orden, pero tenía tantas erratas que se tuvo que retirar de la venta. Se reimprimió en 1760.
- Totius Doctrinae de Generatione et Corruptione, de Caelo et Mundo et Anima Compendiosa Tractatio iuxta mentem Doctoris Angelici Divi Thomae Aquinatis (1727), se trata del volumen IV de la Summa Philosophica del padre Maestro Fray Andrés Sierra, que había dejado incompleta.

### Ciencias sociales y naturales
- Clave Geographica para aprender Geographia los que no tienen maestro, 1789.
- Clave historial con que se abre la puerta a la historia eclesiástica y política, 1742. Se hicieron 16 reimpresiones antes de 1817.
- España sagrada. Theatro geographico-histórico de la iglesia de España. Origen, divisiones y términos de todas sus provincias. Antigüedad, traslaciones y estado antiguo y presente de sus sillas, en todos los dominios de España y Portugal. Con varias disertaciones críticas para ilustrar la historia eclesiástica de España (Madrid: 1747–1775, veintinueve volúmenes, continuados después por otros autores). La nueva edición de la España sagrada (2000–2012), que facilita la lectura y comprensión del texto e incluye la modernización de la ortografía, puntuación y acentuación, se debe a la ingente labor realizada por el editor literario Rafael Lazcano, y al patrocinio efectuado por la Provincia Agustiniana de Castilla, a la que pertenece Editorial Agustiniana.

- - I (1747): Clave geográfica y geografía eclesiástica de todos los patriarcados
  - II (1747): Cronología de la historia antigua de estos reinos
  - III (1748): Predicación de los Apóstoles en España
  - IV (1749): Último de la Iglesia en común
  - V (1750): De la provincia cartaginense en particular
  - VI (1751): De la Santa Iglesia de Toledo en cuanto Metropolitana
  - VII (1751): De las Iglesias sufragáneas antiguas de Toledo
  - VIII (1752): De las Iglesias sufragáneas antiguas de Toledo
  - IX (1752): De la Provincia antigua de la Bética en común y de la Santa Iglesia de Sevilla en particular
  - X (1753): De las Iglesias sufragáneas antiguas de Sevilla
  - XI (1753): Contiene las Vidas y Escritos, nunca publicados hasta hoy, de algunos Varones Ilustres Cordobeses que florecieron en el Siglo IX
  - XII (1754): De las Iglesias sufragáneas antiguas de Sevilla
  - XIII (1756): De la Lusitania antigua en común y de su Metrópoli Mérida en particular
  - XIV (1758): De las Iglesias de Ávila, Caliabria, Coria, Coímbra, Ebora, Egitania, Lamego, Lisboa, Osonoba, Pacense, Salamanca, Viseo y Zamora.
  - XV (1759): De la Provincia antigua de Galicia en común y de su Metrópoli, la Iglesia de Braga en particular
  - XVI (1762): De la Santa Iglesia de Astorga en su estado antiguo y presente
  - XVII (1763): De la Santa Iglesia de Orense
  - XVIII (1764): De las Iglesias Britoniense y Dumiense, incluidas en la actual Mondoñedo
  - XIX (1765): Contiene el estado antiguo de la Iglesia Iriense y Compostelana hasta su primer Arzobispo
  - XX (1765): Historia Compostelana, hasta hoy no publicada
  - XXI (1766): Contiene la Iglesia de Porto, de la Galicia antigua, desde su origen hasta hoy
  - XXII (1767): De la Iglesia de Tuy, desde su origen hasta el siglo XVI
  - XXIII (1767): Continuación de las memorias de la Santa Iglesia de Tuy
  - XXIV (1768): Parte Primera. La Cantabria
  - XXIV (1769): Parte Segunda. Antigüedades Tarraconenses
  - XXV (1770): Contiene las Memorias antiguas eclesiásticas de la Santa Iglesia de Tarragona
  - XXVI (1771): Contiene el estado antiguo de las Iglesias de Auca, de Valpuesta y de Burgos
  - XXVII (1772): Contiene las Iglesias Colegiales, Monasterios y Santos de la Diócesis de Burgos
  - XXVIII (1774): Contiene el estado antiguo de la Santa Iglesia Ausonense, hoy Vique
  - XXIX (1775): Contiene el estado antiguo de la Santa Iglesia de Barcelona.

- Elogios del Santo Rey Don Fernando III (1754). Después de los Elogios, en la p. 26, siguen las Tablas de las Hégiras o Años Árabes.
- Medallas de las Colonias, Municipios y pueblos antiguos de España. (2 vols.: el 1.º en 1757 y el 2.º en 1758). Más tarde, el autor publicó un tercer volumen titulado Medallas de las Colonias, Municipios y pueblos antiguos de España, hasta hoy no publicadas, con las de los Reyes Godos, 1773. Es el primer tratado de numismática que se publicó en España.
- Memorias de las Reinas Católicas. Historia Genealógica de la Casa Real de Castilla y de León. (dos vols., 1761). Hay edición moderna: Valladolid: Consejería de Educación y Cultura, 2002, 2 vols. Volumen 1 y volumen 2.
- Utilidad de la Historia Natural. Un discurso dedicado al más tarde monarca Carlos IV.
- Mapa de todos los sitios de batallas que tuvieron los Romanos en España. (3 ediciones : la primera en 1745, y la segunda y tercera en 1774).

### Traducciones
- Vindicias de la Virtud y Escarmiento de Virtuosos, escrita por el portugués Fray Francisco de la Anunciación de la Orden de los Ermitaños de San Agustín y doctor de la Universidad de Coimbra. Traducida por Don Fernando de Setién Calderón de la Barca. Dos vols. en cuarto, 1742.
- Obras Varias y admirables de la Madre María donde Ceo. Religiosa franciscana y Abadesa del Convento de la Esperanza de Lisboa, traducida de la edición portuguesa e ilustrada con breves notas por el Doctor Don Fernando de Setién Calderón de la Barca. Dos tomos en octavo, 1744.
- Trabajos de Jesús, escritos en portugués por el agustino Fray Tomé de Jesús estando cautivo y preso en Berbería y traducidos por Fray Enrique Flórez. Dos vols. en cuarto, 1763.
- Delación de la doctrina de los intitulados Jesuítas sobre el dogma y la moral, hecha a los señores Arrzobispos y Obispos de Francia, traducida al español por el Doctor Don Fernando Huidobro y Velasco. En cuarto, 1768.

### Manuscritos
(Casi todos desaparecidos durante la Guerra de la Independencia)
- El Libro de los Libros y Ciencia de los Santos, en doctrinas de verdades eternas para avivar la fe.
- Tratado de la Santa Iglesia de Lugo. Por orden, correspondería al Tomo XXI de la España Sagrada, pero por alguna razón no lo pudo acabar. De este manuscrito sacaría más tarde el P. Risco el tomo XL.
- Tratado de la Santa Iglesia Ilerdense. También se encontró un pequeño esbozo del Tratado de la Santa Iglesia de Zaragoza.
- Siglo I de la Iglesia.
- Genealogía de los Césares.
- Respuesta o impugnación al Fanal Cronológico.
- Intentos y prevenciones sobre la reducción del alfabeto de las letras desconocidas que se usó entre los españoles antiguos antes del dominio de los romanos.
- Delación hecha al santo Tribunal de la Inquisición sobre los días angélicos de N. P. San Agustín, contra los Padres Luis de Molina, Cornelio a Lápide y el P. Arriaga.
- Dictamen pedido y dado al Ilmo. y Rvdmo. Señor el P. Francisco de Rávago, sobre si convendría imprimir los Códices góticos conciliares que están en el Real Monasterio del Escorial.
- Dictamen pedido y dado al Real y Supremo Consejo de Castilla sobre el método de censurar los libros.
- Geographi Veteres Graeci et Latini qui res Hispaniae Memoriae tradidere. Recoge la geografía antigua de España.

### Poesía
- Distichorum, Lyricorum, Epigrammatum, Heroicorum. Opera Fr. Henrici Flórez, Agustiniani. Incluye los hexámetros Qualis sit Princeps?; una composición en yámbicos senarios y cuaternarios y un planto en dísticos elegiacos dedicadas a Santo Tomás de Villanueva; un himno en loor de San Juan de la Cruz en estrofas tetrásticas asclepiádeas de tres asclepiádeos y un glicónico y un poema bilingüe en latín y castellano en honor de la Universidad de Alcalá en ocho octavas reales.
- In Ioannem a Cruce Labyrinthus. Escrita con ocasión de las fiestas de la canonización de San Juan de la Cruz (en 1727, cuando lo celebraron los frailes, o en 1728 cuando lo hicieron las monjas carmelitas).